# 萨拉·毕加索
萨拉·毕加索是雪铁龙于1999年发布的一款紧凑型MPV。当时发布有两个型号的车型，分别被称为LX和SX。有三部引擎可供选择，包括1.6和1.8升汽油引擎和2.0升HDI柴油引擎发动机，这些引擎均与雪铁龙赛纳共用。该车在2000年年底投入英国市场。后排可折叠座椅可以给后部提供额外的存储空间。它是法国，英国和欧洲其他大部分地区最畅销的紧凑型MPV。萨拉·毕加索同时也在西班牙维戈的PSA工厂组装，自2001年以来该车也在巴西生产，以满足拉美市场的需求。该车也是这些市场上同类车型中最畅销的汽车。
由于同底盘的塞纳在中国只有2.0i16v的发动机配置，因此自2001年4月在武汉投产伊始便只有一款动力可供选择，并配备4速手自一体变速器。
2003年初，在英国的萨拉·毕加索也推出了配备四速自动变速箱与2.0i16V发动机的WAS版本。在2004年初，已逐步换装。 2006年8月，该车的后续型号雪铁龙C4毕加索亮相，新车基于雪铁龙C4开发并有两个版本，七座的大C4毕加索和略小的五座C4毕加索。
从2010年初至6月，雪铁龙萨拉·毕加索逐步在英国和其他欧洲国家停产，但它仍然在其他国家销售（例如：比利时）。雪铁龙萨拉·毕加索（据有该杂志的价格指导Autofacíl）被认为将在2012年在西班牙停产。

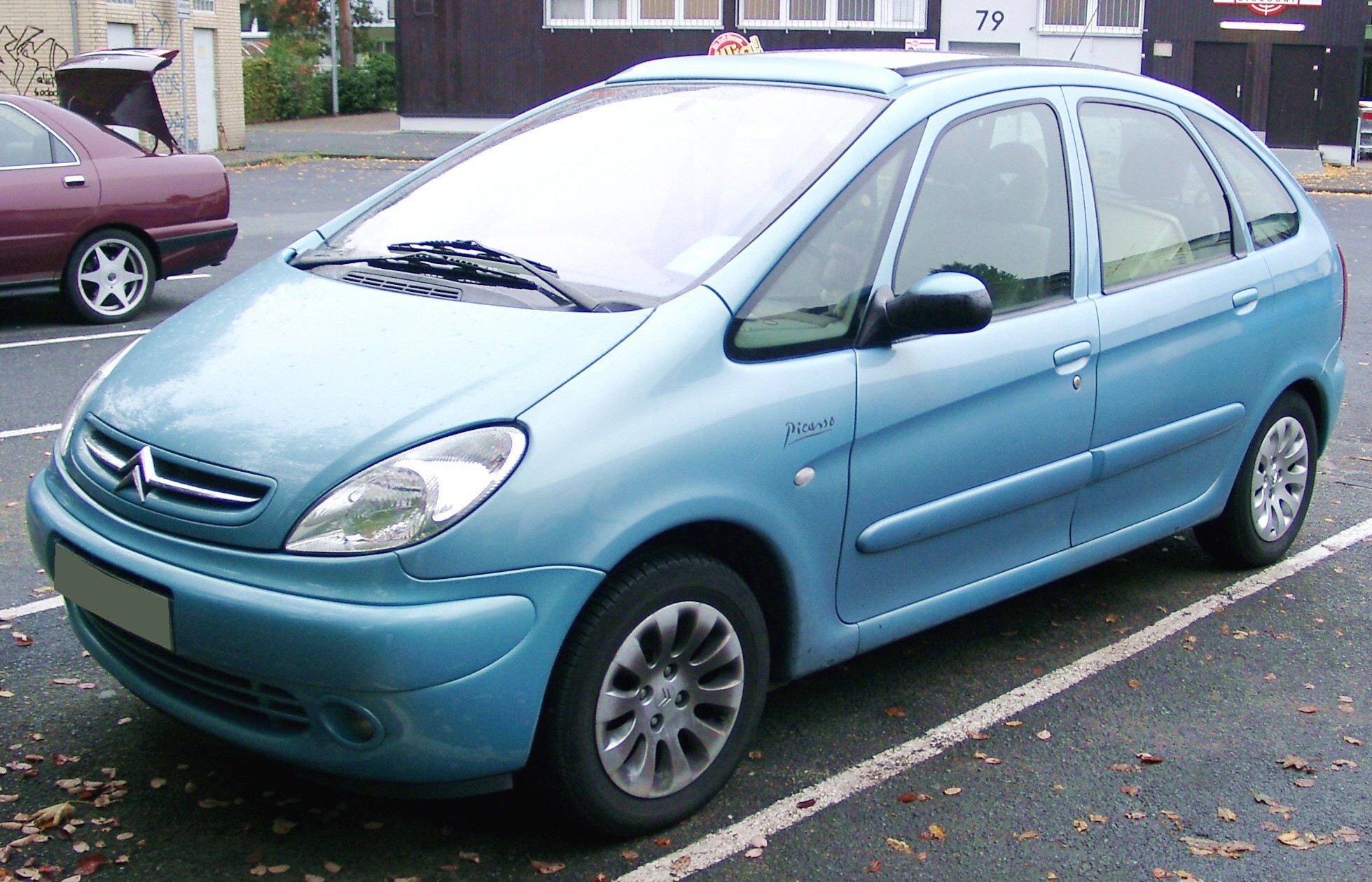
第一代萨拉·毕加索
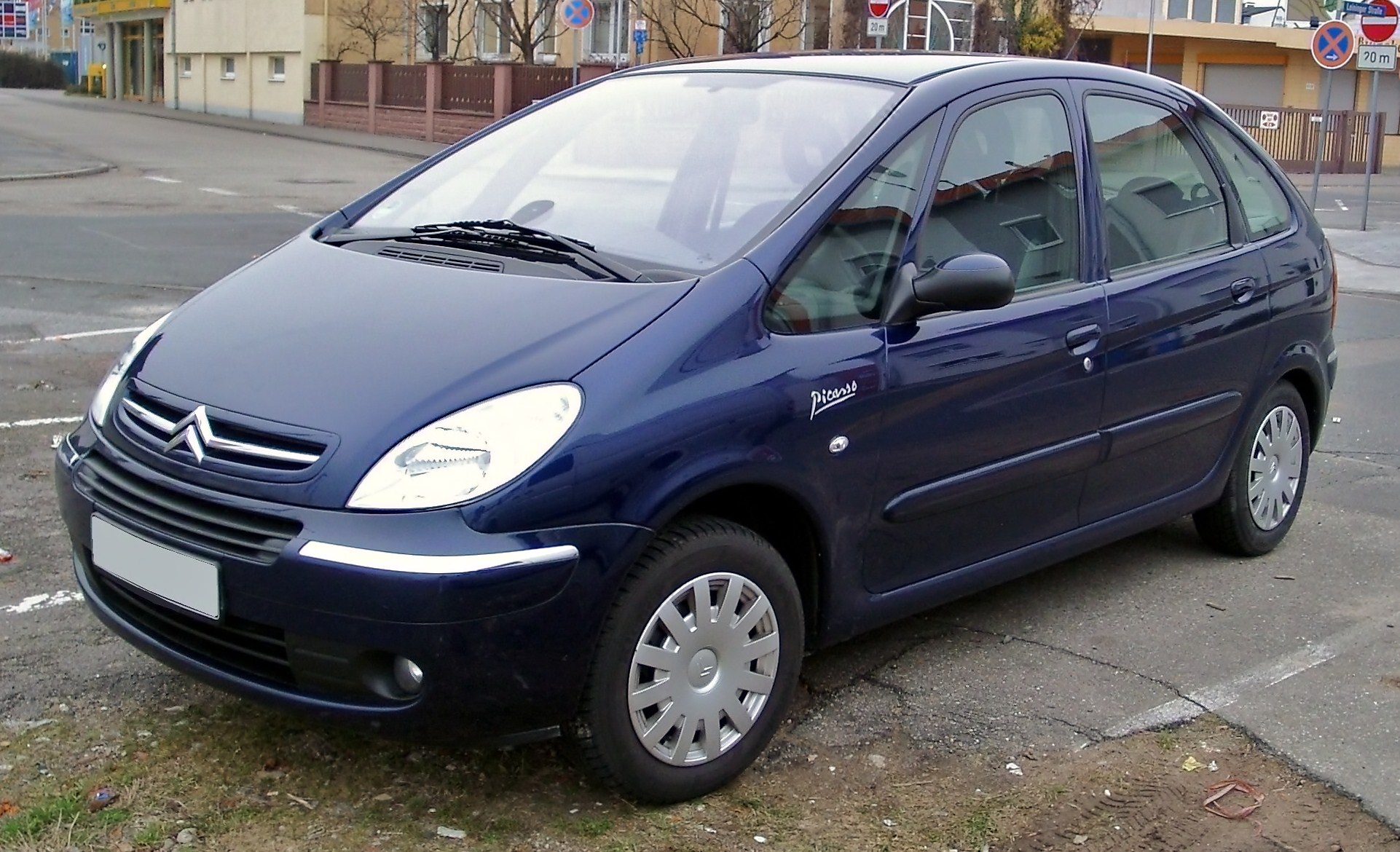
第二代萨拉·毕加索
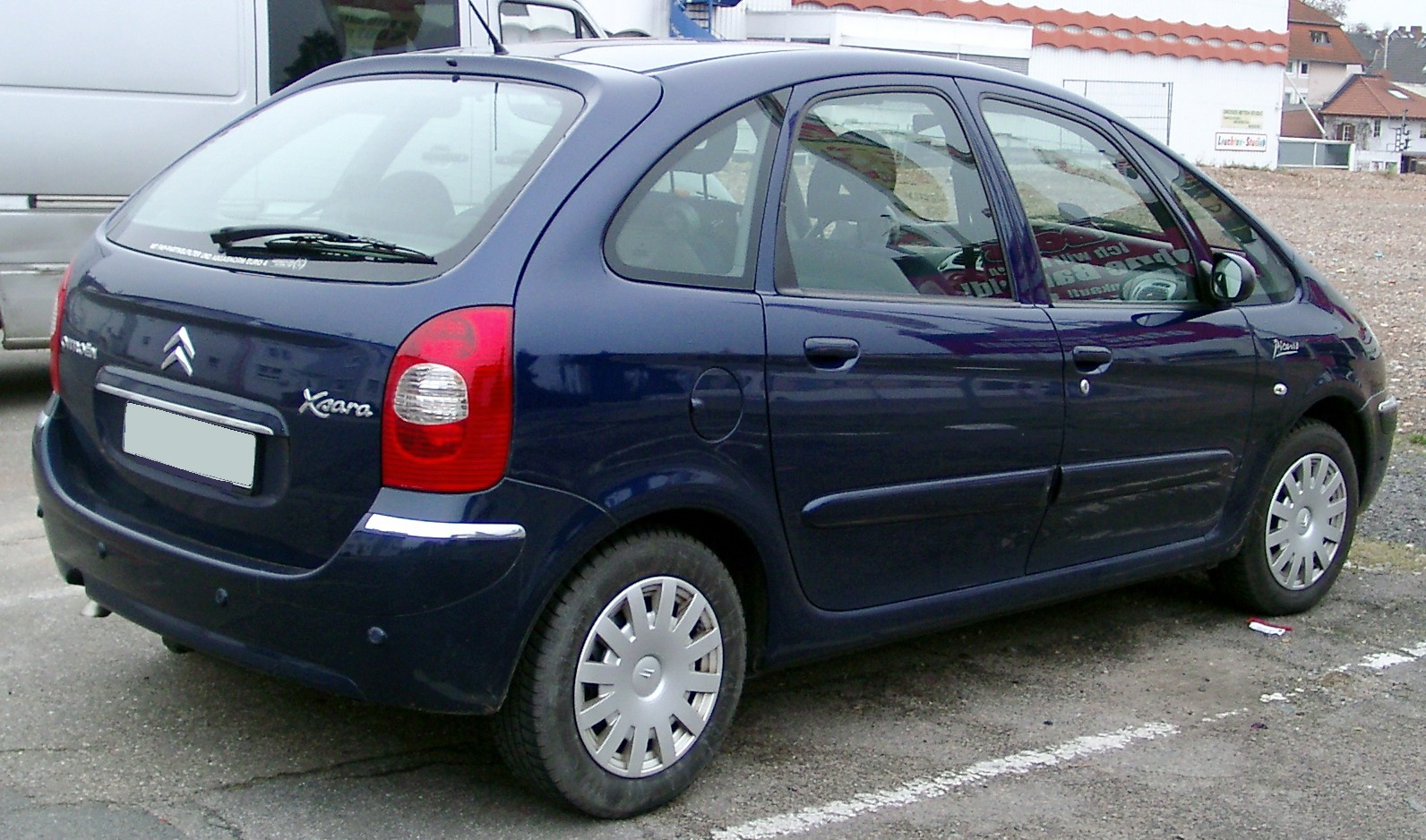
第二代萨拉·毕加索
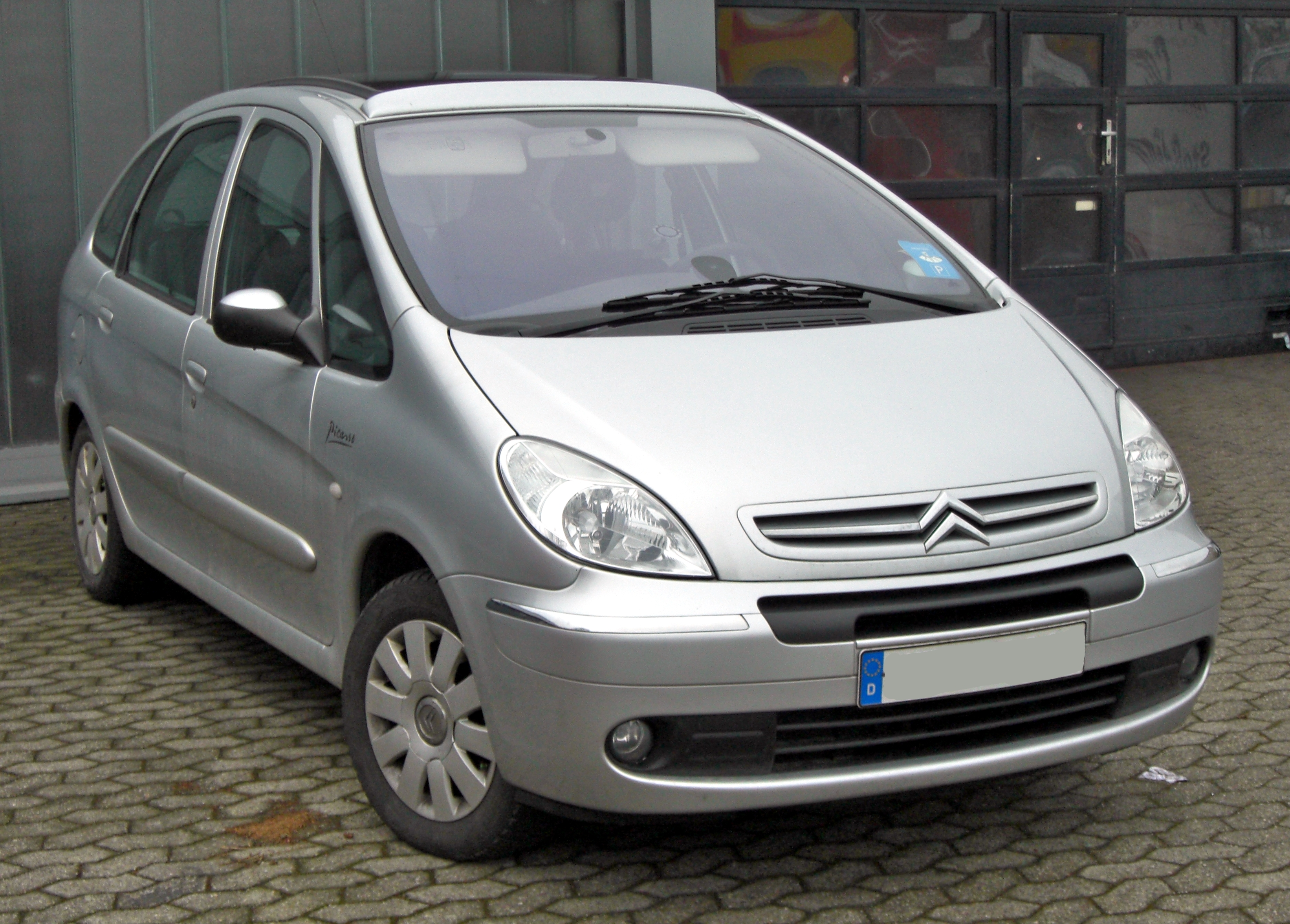
第二代萨拉·毕加索